# زلزال بابوا غينيا الجديدة 2022
ضرب زلزال بقوة 7.6 أو 7.7 درجة بمقياس ريختر بابوا غينيا الجديدة في الجزء الشمالي من مقاطعة موروب في 11 سبتمبر 2022. كانت بؤرة الزلزال على عمق 90.0 كـم (55.9 ميل) أسفل سلسلة جبال Finisterre. قُدِّر الحد الأقصى لشدته على مقياس ميركالي المعدل بدرجة VIII (شديدة). شعر المواطنون بالاهتزاز على نطاق واسع في جميع أنحاء البلاد، حتى أنه شُعر به في إندونيسيا المجاورة. لقي ما لا يقل عن سبعة أشخاص مصرعهم، وأصيب 24، وظلَّ بعض الأشخاص مفقودين بسبب الانهيارات الأرضية. ويُعد ذلك أقوى زلزال يضرب البلاد منذ عام 2002.

## الإعدادات التكتونية

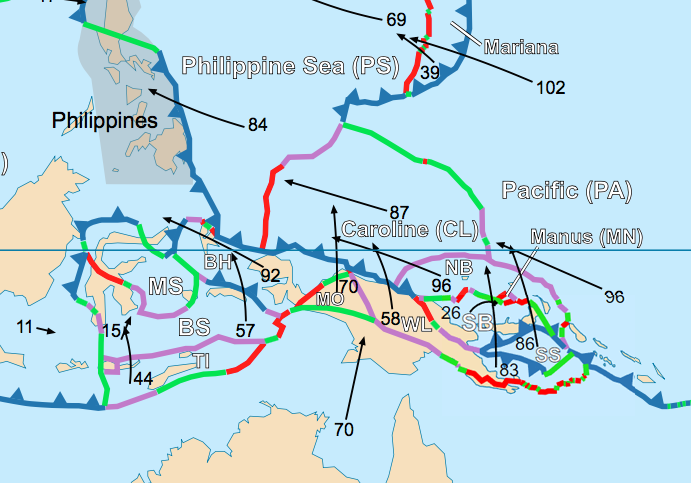
خريطة تكتونية لمنطقة غينيا الجديدة

وقع الزلزال في منطقة معقدة من الناحية التكتونية حيث تتحرك الصفيحة الأسترالية باتجاه الشرق والشمال الشرقي بالنسبة إلى صفيحة المحيط الهادئ. تتحرك بسرعة حوالي 100 مـم (4 بوصة) / سنة. ترتبط الزلازل في هذه المنطقة الجغرافية عمومًا بالتقارب الواسع النطاق لهاتين الصفيحتين الرئيسيتين والتفاعلات المعقدة للعديد من الألواح الدقيقة المرتبطة بها، وأبرزها صفيحة جنوب بسمارك وصفيحة بحر سليمان، وصفيحة وودلارك.
كان مركز الزلزال عميقا تحت سلسلة جبال Finisterre. تتكون سلسلة الجبال الكبيرة هذه بشكل أساسي من طبقات بركانية جرى رفعها قبل 3.7 مليون سنة. وهذه السلسلة من الجبال عرضة للانهيارات الأرضية بسبب هطول الأمطار والزلازل. في عام 1993، ضربت سلسلة من الزلازل هذه المنطقة وتسببت في دمار كبير.
تعد بابوا غينيا الجديدة واحدة من أكثر المناطق نشاطًا جيولوجيًا وزلزاليًا في العالم. تشير التقديرات إلى حدوث أكثر من 100 زلزال بقوة 5 درجات أو أكثر كل عام في البلاد. عُرف الضعف الزلزالي لبابوا غينيا الجديدة في عام 1982 بعد تطوير خرائط المخاطر. ومع ذلك، فإن هذه الخرائط لا تعكس بدقة المستوى الفعلي للمخاطر، وغالبا ما يجري التقليل من شأنها. تعتمد قوانين البناء الحالية في الدولة على معلومات قديمة. بالإضافة إلى ذلك، فإن معظم المباني مبنية بالأحجار وليست مقاومة للزلازل.

## الهزة الأرضية
بلغت قوة الزلزال 7.6 على مقياس عزم الطور W، وكان مركزه على عمق 90.0 كـم (56 ميل) وفق تقديرات هيئة المسح الجيولوجي الأمريكية (USGS). وفي الوقت نفسه، أعلن GEOSCOPE أن شدته بلغت 7.7 وأن مركزه على عمق 39 كـم (24 ميل)، بينما قدَّر مركز الزلازل الأوروبي المتوسطي شدته بـ 7.6 وأن مركزه على عمق 80 كـم (50 ميل). كان الزلزال ناتجًا عن صدع عادي على عمق متوسط.

## الخسائر

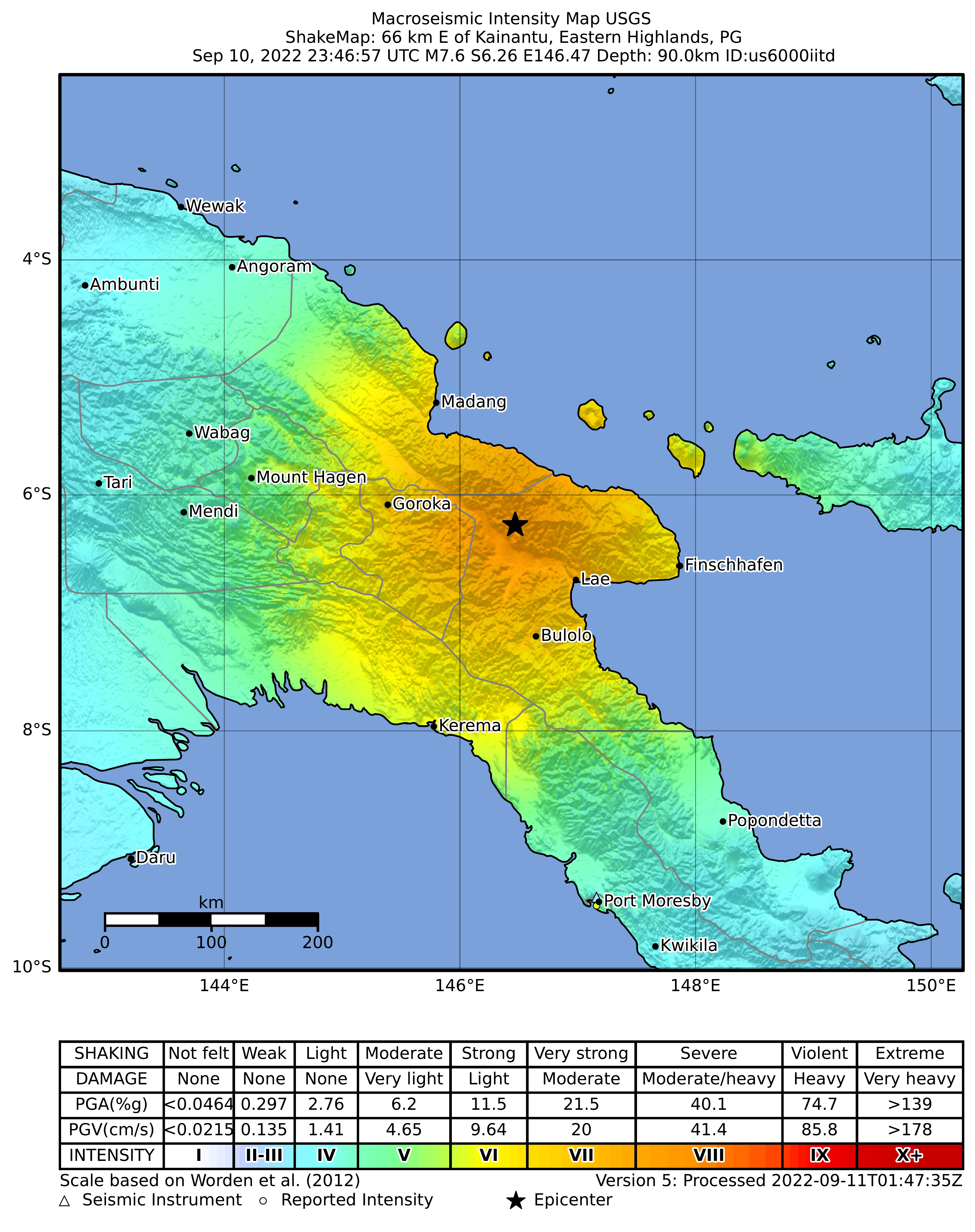
خريطة الاهتزازات ShakeMap وفق USGS

قُتل ما مجموعه سبعة أشخاص وأصيب 24 على الأقل، على الرغم من توقع ارتفاع عدد القتلى. صرّح رئيس الوزراء جيمس ماراب أن حجم الدمار والخسائر غير معروف، وأن مناطق متعددة قد تأثرت. وفقًا لكيسي ساوانج، السياسي المحلي، كان هناك خطر محتمل واحتمال وقوع المزيد من الضحايا في المستوطنات حول سلسلة جبال فينيستيري وعلى طول الساحل. وأضافت أن الانهيارات الأرضية اجتاحت العديد من الأشخاص والمنازل. قال مسؤول في بورت مورسبي، عاصمة البلاد، إن الأضرار كانت كبيرة على الأرجح لزلزال بهذا الحجم. جرى الإبلاغ عن ثلاث وفيات في واو، وهي بلدة تعدين الذهب. أبلغ مدير الكوارث الإقليمي في موروب، تشارلي ماسانج، عن إصابات من الهياكل المنهارة والحطام. ولحقت أضرار بالمنشآت الطبية والمنازل والطرق السريعة الرئيسية. لقي شخص مصرعه في منطقة راي كوست بسبب انهيار أرضي. وفي كابوم، قُتل ثلاثة أشخاص وأصيب كثيرون. انهارت المبانى في المنطقة ونُقل بعض الناجين جوٌا. قال مسؤولون إن انهيار أرضي دفن عمال المناجم في مقاطعة لاي.
وذكر سكان البلدة أنه كان «اهتزاز قوي جدا». وشملت الأضرار تشقق الطرق وتدمير المباني والسيارات. ووردت أنباء عن كسر خطوط الأنابيب وتساقط الأنقاض في بلدة كاينانتو التي يبلغ عدد سكانها 10 آلاف نسمة، حيث استمر الاهتزاز لأكثر من دقيقة. قد تكون المنطقة الجبلية حيث توجد قرى متناثرة وعشرات الآلاف من السكان قد تأثرت أيضًا. في جامعة جوروكا، تعرض مبنى سكني مكوّن من سبعة طوابق لشقوق كبيرة وسقطت مظلات النوافذ. وأصيب عشرة طلاب بالجامعة ونزح أكثر من 150. شعرت بالاهتزاز في جميع أنحاء البلاد. كما شعرت به أيضا مدن ميراوك وجايابورا وامينا الاندونيسية.
تضررت محطة رامو للطاقة الكهرومائية في كاينانتو، مما أدى إلى انقطاع كامل للتيار الكهربائي عبر مقاطعتي مادانغ وموروب. كما تضررت مرافق إمدادات الطاقة في جميع أنحاء المنطقة، بما في ذلك في لاي ومادانغ. تعطلت شبكة الكابلات البحرية Kumul التي تربط بين Port Moresby وMadang، وكذلك كابل Pipe Pacific الذي يربط بين Port Moresby وسيدني. أُبلغ عن أضرار متعددة في الكابلات، مما تسبب في انقطاع خدمات الإنترنت. أثر انقطاع الكابلات على مرتفعات غينيا الجديدة والجزر ومناطق موماس. تضرر طريق Highlands Highway، لا سيما في منطقتي Markham وRamu. وجد استطلاع جوي لسلسلة جبال Finisterre ظهور انهيارات أرضية نشطة. كما يشتبه في حدوث انهيارات أرضية في منطقة راى الساحلية بالقرب من مركز الزلزال. تضرر وانهار ما لا يقل عن 15 منزلاً في قرية في مادانغ. وأصبح العديد من السكان في أماكن أخرى عبر المقاطعة بلا مأوى. في مدينة مادانغ نفسها، دُمر 389 منزلاً وأصيب 10 أشخاص.

## الاستجابة
في الساعة 23:55 بالتوقيت العالمي المنسق، أصدر مركز التحذير من تسونامي في المحيط الهادئ رسالة تُحذر من احتمال حدوث موجات تسونامي خطيرة على طول سواحل بابوا غينيا الجديدة وإندونيسيا، على نطاق قرابة 1,000 كـم (620 ميل) من مركز الزلزال السطحي. أعلن PTWC في 00:25 بالتوقيت العالمي رُفع تحذير تسونامي. ومع ذلك لوحظ «التقلبات الطفيفة في مستوى سطح البحر في بعض المناطق الساحلية». وقدّرت هيئة المسح الجيولوجي الأمريكية أن «بعض الإصابات والأضرار ممكنة ويجب أن يكون التأثير محليًا نسبيًا». وخوفا من حدوث تسونامي، جرى إجلاء سكان السواحل إلى مناطق مرتفعة بعد الإبلاغ عن انخفاض في مستوى سطح البحر.
ساعدت شركات الطيران الصغيرة في نقل الناجين المصابين من مجتمعات الغابة. قال أحد المشاركين في العمليات إن تضاريس المكان والطقس يجعلان نقل الناجين جواً يُمثل تحدياً. أوعز رئيس الوزراء ماربى إلى مجموعات الكوارث الوطنية والإقليمية بحصر الأضرار. وأضاف أنه من المتوقع أن تكون درجة الضرر أقل من تلك التي سبٌبها زلزال 2018. أوقفت شركة التعدين K92 في Kainantu عملياتها مؤقتًا لإجراء تفتيش للموقع والتأكد من سلامة العمال. لم تحدث أضرار كبيرة، إلا أنه قد لحقت أضرار طفيفة بالمضخات وخطوط الأنابيب. استؤنفت العمليات بعد ثماني ساعات لإصلاح المعدات التالفة. وجرى تقييمات للأضرار في سد يونكي.
جُهز إيواء لأكثر من 150 طالبًا نازحًا في جامعة جوروكا مؤقتًا في قرى Okiyufa وAsariufa وNorth Goroka، وكذلك في الفصول الدراسية. كما منعت الجامعة الطلاب من دخول المسكن المتضرر. في بولولو، قال مسؤول إن الضرر لا يزال قيد التقييم في 13 سبتمبر. لا يزال هناك بلاغات عن حدوث انهيارات صخرية. ولا يزال العديد من الناجين في المجتمعات الجبلية الريفية ينتظرون إنقاذهم. قالت شركة DataCo PNG Ltd إن تقييم الأضرار وأعمال الإصلاح جارية على طول نظام الكابلات البحرية. وأضافوا أن العملاء قد يواجهون انقطاعات في مناطق المرتفعات الشرقية ولاي وكوكوبو. نُصحت المدارس في موروبي بالإبلاغ عن الأضرار التي لحقت بها إلى مسؤولي التنمية في المنطقة بحيث يمكن تقديم المساعدة.
اجتمع مسؤولو حكومة المقاطعة في مادانغ وموروب لمناقشة خطط توزيع جهود الإغاثة. ولا يزال مدى الضرر قيد التقييم لتحديد المجتمعات المتضررة. وقال مسؤولون إن توزيع المواد الغذائية والإمدادات الأساسية الأخرى ستكون أولوية. قالت السلطات في كابوم إنها لم تتمكن من تقديم المساعدة لأن المباني الحكومية دمرت أثناء العنف الانتخابي.

## روابط خارجية
- ريليف ويب الصفحة الرئيسية  لهذا الحدث.